# Breckland
Breckland este un district ne-metropolitan din Regatul Unit, situat în comitatul Norfolk din regiunea East, Anglia.

## Orașe din district
- East Dereham;
- Swaffham;
- Thetford;
- Watton;